# Statens haverikommission
Le Statens haverikommission (SHK, anglais: Swedish Accident Investigation Authority, ancien nom en anglais : Swedish Accident Investigation Board) est l'organisme de la Suède permanent, chargé des enquêtes sur les accidents et les incidents graves en transport maritime, transport ferroviaire et en aviation publique et générale qui surviennent sur le territoire de la Suède. Le SHK a son siège à Stockholm.